# Who's That Girl
Who's That Girl är en amerikansk screwballkomedi film från 1987 i regi av James Foley. I huvudrollerna ses Madonna och Griffin Dunne.  

## Handling
Nikki Finn har suttit i fängelse i fyra år för ett mord hon inte begått, mordet på sin pojkvän, en småtjuv som hade bevis på att en pampen Simon Worthington tog emot mutor. När hon benådas är hon fast besluten att bevisa sin oskuld. Worthington skickar sin blivande svärson Louden Trott för att skjutsa Nikki till busstationen. Nikki Finn tänker inte lämna New York utan tänker sätta dit Worthington.

## Om filmen
Filmens manus skrevs av Andrew Smith och Ken Finkleman. Filmen var en version av Ingen fara på taket (Bringing up Baby) från 1938, där ett stort kattdjur också spelar en stor roll.
Dess soundtrack, inklusive låten och hitsingeln med samma namn, var betydligt mer lönsamt än själva filmen, Madonnas världsturné i Nordamerika, Europa och Asien bar också namnet Who's That Girl.

## Musik
Filmens soundtrack, också betitlad Who's That Girl, släpptes 21 juli 1987 och består av fyra låtar av Madonna samt några till av hennes skivbolagskollegor Scritti Politti, Duncan Faure, Club Nouveau, Coati Mundi och Michael Davidson.

## Rollista (i urval)
- Madonna - Nikki Finn
- Griffin Dunne - Louden Trott
- Haviland Morris - Wendy Worthington
- John McMartin - Simon Worthington
- Bibi Besch - Mrs. Worthington
- John Mills - Montgomery Bell
- Robert Swan - kriminaldetektiv Bellson
- Drew Pillsbury - kriminaldetektiv Doyle
- Coati Mundi - Raoul
- Dennis Burkley - Benny
- James Dietz - Buck
- Cecile Callan - Sandy, Wendys vän
- Karen Elise Baldwin - Heather, Wendys vän
- Kimberlin Brown - Rachel, Wendys vän
- Crystal Carson - Denise, Wendys vän
- Elaine Wilkes - Holly, Wendys vän
- Tony LaFortezza - taxichaufför #1
- Thomas Pinnock - taxichaufför #2
- Alvin Hammer - taxichaufför #3
- Sean Sullivan - vapenförsäljare
- Albert Popwell - ordförande frigivningsbyrån
- Stanley Tucci - hamnarbetare
- Mike Starr - hamnarbetare
- Faith Minton - Donovan